# ميلانتريت
كبريتات الحديدوز أو الميلانتريت (بالإنجليزية: Melanterite)‏ هي مادة توجد على شكل بلُّورات خضراء فاتحة اللون. صيغتها الكيميائية FeSO4.7H2O. وعندما تتفاعل البلورات مع الأكسجين في الهواء الرطب تأخذ لون الصدأ البني. وكبريتات الحديدوز هي ملح الحديد لحمض الكبريتيك، ويُمكن الحصول عليها عن طريق مزج الحديد بحمض الكبريتيك، أو بأكسدة بيرايت الحديد، وهو مركب من الحديد والكبريت. تُستَخْدم كبريتات الحديدوز في صبغ الأنسجة والجلود، وفي صناعة الحبر. وتستخدم كذلك في تنقية المياه، ومبيدًا للجراثيم وحافظًا للخشب وقاتلاً للطحالب
تسمى بـالزاج القبرصي. وأستخدمها العالم العربي جابر بن حيان مع الشب. في وجود الحرارة تتكسر كبريتات الحديدوز المائية بفعل الحرارة متكونة أكاسيد الكبريت مع الشب ليتكون حامض الكبريتيك الذي يستخدم في التصنيع.